# Air Algérie
Air Algérie SpA (en árabe: الخطوط الجوية الجزائرية‎, al-Khuṭūṭu l-Jawwiyyatu l-Jazā’iriyyah; en bereber Aeriverdan idzayriyen) es la aerolínea nacional de Argelia, con base en Argel. Opera vuelos regulares internacionales desde Argelia a destinos en África, Asia, Europa y a Norteamérica. Asimismo opera rutas nacionales. Su hub principal es el Aeropuerto Internacional Houari Boumediene (ALG) de Argel.

## Historia

### Creación y comienzos
El 22 de abril de 1922, un Dorand AR de la Trans-African Network Corporation realizó el vuelo inaugural de Argel a Biskra. Esta primera línea aérea cesó su actividad el 1 de junio de 1923 y, mientras tanto, Lignes aériennes Latécoère ensayó varias rutas para unir la metrópoli con Argelia a través de un ramal de la línea Toulouse-Marruecos. La mediocridad de la aeronave utilizada dificultó la empresa; a partir del 6 de octubre de 1922 se realizaron algunos vuelos entre Casablanca y Orán por los Breguet 14 y Latécoère 25.
La ruta Alicante-Orán se abrió el 10 de abril de 1924 con hidroaviones Lioré-Olivier H13; estos mismos hidroaviones se pusieron en servicio en la ruta Alicante-Argelia el 15 de mayo de 1925. Esta última línea se cerrará en diciembre de 1925, mientras que los vuelos a Orán cesarán a finales de 1927. El sobrevuelo del Mediterráneo por los destartalados H13 no provocó más que reveses y su funcionamiento fue solo una serie de averías y naufragios.
Los esfuerzos se trasladaron entonces a la ruta Marsella-Argel, que fue operada, a partir del 22 de agosto de 1928, con los hidroaviones SPCA 63 Météore, Latécoère 21, luego CAMS 53 y 58, con escalas en las Islas Baleares, por la Compagnie Générale Aéropostale (antiguas líneas Latécoère). Esta ruta no se abrió a los pasajeros hasta el 1º de junio de 1934, cuando la recién creada compañía aérea de Air France, Compagnie Air France, introdujo los hidroaviones Lioré-Olivier 242, que luego utilizarían el avión Breguet 530 Saigón.
En 1946, se creó la Compagnie Générale des Transports Aériennes (CGTA). A principios de 1947, la aerolínea ofrecía vuelos chárter entre Argelia y Europa. A finales de los años 40, se crea la Compagnie Air Transport (CAT), una filial de Air France. La CGTA se puso rápidamente a la altura de las principales compañías aéreas del mundo y, junto con Air France, gestionó la mayor parte del tráfico hacia Argelia desde Argel, Orán y Constantina. Con la caída del tráfico aéreo después de 1951, se estaba considerando una fusión entre la CGTA y la CAT.
El 23 de mayo de 1953, la CGTA y la CAT se fusionaron y formaron la Compagnie générale de transports aériens Air Algérie. La flota de la nueva compañía consistía en seis South-West Brittany, cinco DC-3 y tres DC-4. El cuatrimotor Breguet 763 Provence, conocido coloquialmente como Deux-Ponts, fue puesto en servicio por Air France en marzo de 1953. La misma aerolínea puso en servicio el bimotor SE 210 Caravelle en la ruta Argel-París el 15 de diciembre de 1959, seguido poco después por Air Algérie en enero de 1960.
A partir de 1955, con el descubrimiento del petróleo y la guerra de Argelia, la necesidad de transporte aéreo de personal y carga aumentó considerablemente. Argelia y el Sáhara estaban cubiertos por una red muy densa, mientras que se estableció un verdadero puente aéreo sobre el Mediterráneo, un puente aéreo que alcanzó su punto máximo de actividad durante la repatriación de los "pieds-noirs" a Francia.

### Después de la independencia
Antes de la independencia de Argelia, la Compagnie Générale Transatlantique y la Compagnie de Navigation Mixte poseían el 98% de las acciones de Air Algérie.
Tras la independencia, la Délégation Générale en Algérie y Air France tomaron el control de la compañía. En marzo de 1963, el Estado argelino se convirtió en el accionista mayoritario de Air Algérie cuando Air France le vendió el 31% de sus acciones. Air Algérie se convirtió entonces en la aerolínea nacional de Argelia. En abril de 1964, el gobierno argelino aumentó su participación en la empresa hasta el 57%. Durante este período, el Ilyushin Il-18 entró en servicio en la ruta Argel-Moscú. Ocho DC-4 operaban bajo los colores de la compañía en abril de 1968. Ese año, se adquirieron cuatro Lufthansa Convair 440 y se convirtieron a la versión 640 para reemplazar a los antiguos DC-4. En ese momento, los vuelos chárter constituían casi el 20% de las operaciones de la compañía.
6 En marzo de 1970, el estado argelino controlaba el 83% de la compañía. La flota consistía en cinco Caravelles, cuatro CV-640, tres DC-3, un DC-4 y un Boeing 737-200. En mayo de 1972, Air Algérie se fusionó con la Société de Travail Aérien, una empresa constituida en 1968 que operaba vuelos nacionales y se convirtió en la Société Nationale de Transport et de Travail Aérien. En agosto, la compañía ordena tres Fokker F27-400. El 15 de diciembre de 1972, el Estado argelino compró el 17% que aún poseía Air France y aumentó su participación al 100%. En 1975, se abrió una nueva ruta a Karachi. En noviembre de 1979, la aerolínea encargó cuatro Boeing 727 por 62 millones de dólares.

### Los años 1980 y 90
En 1980, Air Algérie empleaba a 5.621 personas y operaba una flota de 57 aviones. La compañía ofreció varios vuelos internacionales, en particular a Alemania, Bélgica, Bulgaria, Checoslovaquia, Yugoslavia, España, Francia, Italia, Reino Unido, Libia, Rumania, Egipto, Suiza y la URSS. Además, la red doméstica de la compañía se fue expandiendo gradualmente. En 1983, Air Algérie empleaba a 6.900 personas y tenía una flota de 66 aviones. Tenía una subsidiaria, Inter Air Service (IAS). Este último se encargaba de las rutas nacionales, mientras que Air Algérie gestionaba la red internacional. En 1984, Air Algérie se convirtió en el cliente número 48 de Airbus al encargar dos A310. También en 1984, Air Algérie absorbió su filial IAS y se le dio la responsabilidad de gestionar las terminales aéreas. En 1987, la compañía fue relevada de la administración de la terminal. En 1989, Air Algérie encarga tres Boeing 767-300 a un costo de 264 millones de dólares.
La compañía recibió su primer Boeing 767-300 a mediados de 1990. Ese año, la compañía entró en un proceso de reestructuración que duró hasta 1995. Este proceso siguió a años de déficit. La compañía perdió 64 millones de dólares solo en 1990. La deuda de Air Algerie ascendía a 402 millones de dólares como resultado de la devaluación de la moneda local debido a la crisis financiera que había sacudido a Argelia desde la caída del precio del barril de petróleo. La reestructuración parecía estar dando frutos ya que la empresa registró una ganancia de 14,5 millones de dólares en 1992. En 1997, Air Algérie se convirtió en una sociedad anónima con un capital de 2.500 millones de dinares. En 1998, Argelia liberalizó el transporte público. Air Algerie se alió con Sonatrach y creó Tassili Airlines en 1998.

### Los años 2000-presente
Air Algerie, ha modernizado su flota con la introducción de nuevos Boeing 737-800 en una primera etapa, para sustituir a los B727 y 737-200, y también, en una segunda etapa, con la compra de Airbus A330-200 que permite el lanzamiento de nuevas rutas de larga distancia como Argel - Montreal, Argel - Beijing y Argel - Dubái y la compra de Boeing 737-800 para aumentar las actividades de media distancia de la empresa. Air Algérie ha emprendido un nuevo plan de adquisición de Boeing 737-800,737-700 Convertible Carga/Pax y Airbus A330-200 para reemplazar al Boeing 767-300.
A principios de 2018, el conflicto se empantanó entre la tripulación de vuelo, que demostró su insatisfacción a través de manifestaciones, y la dirección, y parece haber una tendencia creciente a la privatización de la empresa. El 22 de enero de 2018, el personal de Air Algerie se puso en huelga para exigir una mejora en su escala salarial.
El 2 de julio de 2019, Air Algérie lanzó el pago en línea por medio de las tarjetas CIB y Gold de Algérie Poste. También lanza la aplicación Air Algérie en IOS y Android desde marzo de 2019 .
En septiembre de 2021, tras la detención de uno de sus comisarios que transportaba drogas entre Francia y Argelia, la empresa nacional endureció sus reglas.

## Logo
El logo de Air Algerie fue creado en 1966 en Argel y desde entonces nunca ha sido cambiado o modificado. Es un logo histórico que pese al paso de los años sigue dando una imagen de logo moderno en el ámbito doméstico.
Aunque nunca se ha revelado el verdadero significado de este logo, algunos dicen que es un avión, otros creen que se trata de un pájaro  y también hay quien cree que se trata del símbolo de la paz.
Este logo es uno de los diez más originales de la aviación comercial del mundo y el que ostenta una historia más larga tras el de Lufthansa.
El 21 de junio de 2011 la compañía informó oficialmente que el logo es una golondrina. Esta ave es un símbolo nacional argelino.

## Destinos

### Código compartido
Air Algerie tiene acuerdos de código compartido con las siguientes aerolíneas:
| - Air Canada (Star Alliance) - Emirates - Iberia (Oneworld) | - Qatar Airways - Tunisair - Turkish Airlines (Star Alliance) |

## Propietarios y cifras
El gobierno argelino posee el 100% de la aerolínea. Air Algérie cuenta con 8427 empleados y posee el 49% de la compañía Tassili Airlines.

## Flota

### Flota actual
| Aeronaves         | En servicio | Pedidos | Pasajeros                                          | Pasajeros                                          | Pasajeros                                          | Pasajeros                                          | Pasajeros                                          | Matrículas                                         | Antigüedad                                         | Notas |
| Aeronaves         | En servicio | Pedidos | F                                                  | C                                                  | W                                                  | Y                                                  | Total                                              | Matrículas                                         | Antigüedad                                         | Notas |
| ----------------- | ----------- | ------- | -------------------------------------------------- | -------------------------------------------------- | -------------------------------------------------- | -------------------------------------------------- | -------------------------------------------------- | -------------------------------------------------- | -------------------------------------------------- | --- |
| ATR 72-500        | 15          | —       | —                                                  | —                                                  | —                                                  | 66                                                 | 66                                                 | 7T-VUI                                             | 24 años                                            | |
| ATR 72-500        | 15          | —       | —                                                  | —                                                  | —                                                  | 66                                                 | 66                                                 | 7T-VUJ                                             | 23,8 años                                          | |
| ATR 72-500        | 15          | —       | —                                                  | —                                                  | —                                                  | 66                                                 | 66                                                 | 7T-VUK                                             | 23,7 años                                          | |
| ATR 72-500        | 15          | —       | —                                                  | —                                                  | —                                                  | 66                                                 | 66                                                 | 7T-VUL                                             | 23,1 años                                          | |
| ATR 72-500        | 15          | —       | —                                                  | —                                                  | —                                                  | 66                                                 | 66                                                 | 7T-VVQ                                             | 23 años                                            | |
| ATR 72-500        | 15          | —       | —                                                  | —                                                  | —                                                  | 66                                                 | 66                                                 | 7T-VUM                                             | 22,9 años                                          | |
| ATR 72-500        | 15          | —       | —                                                  | —                                                  | —                                                  | 66                                                 | 66                                                 | 7T-VVR                                             | 22,4 años                                          | |
| ATR 72-500        | 15          | —       | —                                                  | —                                                  | —                                                  | 66                                                 | 66                                                 | 7T-VUN                                             | 22,3 años                                          | |
| ATR 72-500        | 15          | —       | —                                                  | —                                                  | —                                                  | 66                                                 | 66                                                 | 7T-VUO                                             | 14,6 años                                          | |
| ATR 72-500        | 15          | —       | —                                                  | —                                                  | —                                                  | 66                                                 | 66                                                 | 7T-VUP                                             | 14,5 años                                          | |
| ATR 72-500        | 15          | —       | —                                                  | —                                                  | —                                                  | 66                                                 | 66                                                 | 7T-VUQ                                             | 14,4 años                                          | |
| ATR 72-500        | 15          | —       | —                                                  | —                                                  | —                                                  | 66                                                 | 66                                                 | 7T-VUS                                             | 14,3 años                                          | |
| ATR 72-600        | 3           | —       | —                                                  | —                                                  | —                                                  | 68                                                 | 68                                                 | 7T-VUT                                             | 9,7 años                                           | |
| ATR 72-600        | 3           | —       | —                                                  | —                                                  | —                                                  | 68                                                 | 68                                                 | 7T-VUV                                             | 9,2 años                                           | |
| ATR 72-600        | 3           | —       | —                                                  | —                                                  | —                                                  | 68                                                 | 68                                                 | 7T-VUW                                             | 9,1 años                                           | |
| Airbus A330-200   | 8           | —       | 12                                                 | 40                                                 | —                                                  | 211                                                | 263                                                | 7T-VJV                                             | 19,7 años                                          | |
| Airbus A330-200   | 8           | —       | 12                                                 | 40                                                 | —                                                  | 211                                                | 263                                                | 7T-VJX                                             | 19,6 años                                          | |
| Airbus A330-200   | 8           | —       | 12                                                 | 40                                                 | —                                                  | 211                                                | 263                                                | 7T-VJW                                             | 19,6 años                                          | |
| Airbus A330-200   | 8           | —       | 12                                                 | 40                                                 | —                                                  | 211                                                | 263                                                | 7T-VJY                                             | 19,6 años                                          | |
| Airbus A330-200   | 8           | —       | 12                                                 | 40                                                 | —                                                  | 211                                                | 263                                                | 7T-VJZ                                             | 19,4 años                                          | |
| Airbus A330-200   | 8           | —       | —                                                  | 18                                                 | 14                                                 | 219                                                | 251                                                | 7T-VJA                                             | 9,4 años                                           | |
| Airbus A330-200   | 8           | —       | —                                                  | 18                                                 | 14                                                 | 219                                                | 251                                                | 7T-VJB                                             | 9,4 años                                           | |
| Airbus A330-200   | 8           | —       | —                                                  | 18                                                 | 14                                                 | 219                                                | 251                                                | 7T-VJC                                             | 9,2 años                                           | |
| Airbus A330-900   | —           | 7       | TBA                                                | TBA                                                | TBA                                                | TBA                                                | TBA                                                |                                                    |                                                    | |
| Airbus A350-1000  | —           | 2       | TBA                                                | TBA                                                | TBA                                                | TBA                                                | TBA                                                |                                                    |                                                    | |
| Boeing 737-600    | 5           | —       | —                                                  | 16                                                 | —                                                  | 85                                                 | 101                                                | 7T-VJQ                                             | 22,4 años                                          | |
| Boeing 737-600    | 5           | —       | —                                                  | 16                                                 | —                                                  | 85                                                 | 101                                                | 7T-VJR                                             | 23,3 años                                          | |
| Boeing 737-600    | 5           | —       | —                                                  | 16                                                 | —                                                  | 85                                                 | 101                                                | 7T-VJS                                             | 23,2 años                                          | |
| Boeing 737-600    | 5           | —       | —                                                  | 16                                                 | —                                                  | 85                                                 | 101                                                | 7T-VJT                                             | 23,2 años                                          | |
| Boeing 737-600    | 5           | —       | —                                                  | 16                                                 | —                                                  | 85                                                 | 101                                                | 7T-VJU                                             | 23,2 años                                          | |
| Boeing 737-700    | 2           | —       | —                                                  | 8                                                  | —                                                  | 104                                                | 112 + carga                                        | 7T-VKS                                             | 8,3 años                                           | |
| Boeing 737-700    | 2           | —       | —                                                  | 8                                                  | —                                                  | 104                                                | 112 + carga                                        | 7T-VKT                                             | 7,9 años                                           | |
| Boeing 737-8D6    | 23          | —       | —                                                  | 24                                                 | —                                                  | 138                                                | 162                                                | 7T-VJK                                             | 24 años                                            | |
| Boeing 737-8D6    | 23          | —       | —                                                  | 24                                                 | —                                                  | 138                                                | 162                                                | 7T-VJL                                             | 24 años                                            | |
| Boeing 737-8D6    | 23          | —       | —                                                  | 24                                                 | —                                                  | 138                                                | 162                                                | 7T-VJN                                             | 23,6 años                                          | |
| Boeing 737-8D6    | 23          | —       | —                                                  | 24                                                 | —                                                  | 120                                                | 144                                                | 7T-VJO                                             | 23,2 años                                          | |
| Boeing 737-8D6    | 23          | —       | —                                                  | 24                                                 | —                                                  | 120                                                | 144                                                | 7T-VJP                                             | 23,1 años                                          | |
| Boeing 737-8D6    | 23          | —       | —                                                  | 24                                                 | —                                                  | 120                                                | 144                                                | 7T-VKA                                             | 19,1 años                                          | |
| Boeing 737-8D6    | 23          | —       | —                                                  | 24                                                 | —                                                  | 120                                                | 144                                                | 7T-VKB                                             | 19 años                                            | |
| Boeing 737-8D6    | 23          | —       | —                                                  | 24                                                 | —                                                  | 120                                                | 144                                                | 7T-VKC                                             | 19 años                                            | |
| Boeing 737-8D6    | 23          | —       | —                                                  | 16                                                 | —                                                  | 132                                                | 148                                                | 7T-VKD                                             | 13,9 años                                          | |
| Boeing 737-8D6    | 23          | —       | —                                                  | 16                                                 | —                                                  | 132                                                | 148                                                | 7T-VKE                                             | 13,8 años                                          | |
| Boeing 737-8D6    | 23          | —       | —                                                  | 16                                                 | —                                                  | 132                                                | 148                                                | 7T-VKF                                             | 13,8 años                                          | |
| Boeing 737-8D6    | 23          | —       | —                                                  | 16                                                 | —                                                  | 132                                                | 148                                                | 7T-VKG                                             | 13,4 años                                          | |
| Boeing 737-8D6    | 23          | —       | —                                                  | 16                                                 | —                                                  | 132                                                | 148                                                | 7T-VKH                                             | 13,4 años                                          | |
| Boeing 737-8D6    | 23          | —       | —                                                  | 16                                                 | —                                                  | 132                                                | 148                                                | 7T-VKI                                             | 13,3 años                                          | |
| Boeing 737-8D6    | 23          | —       | —                                                  | 16                                                 | —                                                  | 132                                                | 148                                                | 7T-VKJ                                             | 13,2 años                                          | |
| Boeing 737-8D6    | 23          | —       | —                                                  | 16                                                 | —                                                  | 132                                                | 148                                                | 7T-VKK                                             | 9,1 años                                           | |
| Boeing 737-8D6    | 23          | —       | —                                                  | 16                                                 | —                                                  | 132                                                | 148                                                | 7T-VKL                                             | 8,7 años                                           | |
| Boeing 737-8D6    | 23          | —       | —                                                  | 16                                                 | —                                                  | 132                                                | 148                                                | 7T-VKM                                             | 8,3 años                                           | |
| Boeing 737-8D6    | 23          | —       | —                                                  | 16                                                 | —                                                  | 132                                                | 148                                                | 7T-VKN                                             | 8,2 años                                           | |
| Boeing 737-8D6    | 23          | —       | —                                                  | 16                                                 | —                                                  | 132                                                | 148                                                | 7T-VKO                                             | 8,1 años                                           | |
| Boeing 737-8D6    | 23          | —       | —                                                  | 16                                                 | —                                                  | 132                                                | 148                                                | 7T-VKP                                             | 7,9 años                                           | |
| Boeing 737-8D6    | 23          | —       | —                                                  | 16                                                 | —                                                  | 132                                                | 148                                                | 7T-VKQ                                             | 7,8 años                                           | |
| Boeing 737-8D6    | 23          | —       | —                                                  | 16                                                 | —                                                  | 132                                                | 148                                                | 7T-VKR                                             | 7,7 años                                           | |
| Boeing 737 MAX 9  | —           | 8       | TBA                                                | TBA                                                | TBA                                                | TBA                                                | TBA                                                |                                                    |                                                    | Entregas a partir del 2024 y 2 aviones arrendadas por 5 años                                                                                           |
| Boeing 737-8D6BCF | 1           | 2       | Carga                                              | Carga                                              | Carga                                              | Carga                                              | Carga                                              | 7T-VJJ                                             | 24,1 años                                          | 2 antiguos aviones de transporte serán convertidos al formato BCF por Boeing, uniéndose al único B 737-800 BCF de la flota, que fue convertido en 2018 |
| Total             | 56          | 9       | Edad media de la flota (agosto de 2024): 16,4 años | Edad media de la flota (agosto de 2024): 16,4 años | Edad media de la flota (agosto de 2024): 16,4 años | Edad media de la flota (agosto de 2024): 16,4 años | Edad media de la flota (agosto de 2024): 16,4 años | Edad media de la flota (agosto de 2024): 16,4 años | Edad media de la flota (agosto de 2024): 16,4 años | Edad media de la flota (agosto de 2024): 16,4 años |

### Flota histórica
| Aeronaves                            | Total | Introducido | Retirado | Matrículas |
| ------------------------------------ | ----- | ----------- | -------- | --- |
| Aerospatiale SN-601 Corvette         | 1     | 1977        | 1979     | F-OBZP |
| Airbus A300                          | 3     | 1980        | 1985     | OO-TEF, D-AIBA y D-AIBB |
| Airbus A310                          | 6     | 1984        | 2007     | 7T-VJC, 7T-VJD, 7T-VJE, 7T-VJF, TC-SGB y TC-SGC |
| Airbus A320-200                      | 4     | 2005        | 2015     | F-GZZZ, LY-COM, LY-VEO y TS-INP |
| Airbus A330-300                      | 3     | 2002        | 2014     | 9M-XXM, C-FRAV y F-OMSA |
| Airbus A340-300                      | 3     | 2010        | 2014     | 9M-XAB, CS-TQM y OY-KBM |
| BAe Jetstream 31                     | 1     | 2000        | 2000     | LN-FAJ |
| Beechcraft Queen Air                 | 3     | 1969        | ??       | 7T-VSD, 7T-VSI y 7T-VIA |
| Beechcraft 1900                      | 4     | 2000        | 2002     | 7T-VIN, 7T-VIO, 7T-VIP y 7T-VIQ |
| Boeing 707                           | 12    | 1972        | 1993     | OO-SJA, OO-SJF, EI-AMW, G-AZJM, AP-AUP, G-BFLE, N370WA, G-BFLD, F-BLCI, ET-ACD, 9Q-CBW y YR-ABA |
| Boeing 737-200                       | 19    | 1969        | 2007     | 7T-VEC, 7T-VED, 7T-VEE, 7T-VEF, 7T-VEG, 7T-VEJ, 7T-VEK, 7T-VEL, 7T-VEN, 7T-VEO, 7T-VEQ, 7T-VER, 7T-VES, 7T-VEY, 7T-VEZ, 7T-VJA, 7T-VJB, EI-ASA y EI-ASB                                                       |
| Boeing 737-400                       | 12    | 1999        | 2010     | TC-AFJ, TC-AFZ, TC-APB, TC-APC, TC-APR, TC-MNM, TC-MNL, TC-APD, TC-SKD, TC-SGD, TC-SGE y EC-LDN |
| Boeing 747-100                       | 5     | 1979        | 1986     | EI-BED, F-BPVC, F-BPVJ, N356AS y N747BA |
| Boeing 747-200                       | 7     | 1977        | 2005     | N747WR, N748WA, OD-AGJ, TF-ABA, TF-ABQ, TF-ARO y TF-ARQ |
| Boeing 747-300                       | 2     | 2000        | 2004     | TF-ARS y TF-ATJ |
| Boeing 757                           | 1     | 2004        | 2005     | TF-ARK |
| Boeing 767-200                       | 2     | 2001        | 2005     | TF-ATP y TF-ATY |
| Boeing 767-300                       | 7     | 1990        | 2018     | 7T-VJG, 7T-VJH, 7T-VJI, CS-TLO, EI-DOF, S7-RGS y S7-RGT |
| Boeing 777-200                       | 2     | 2003        | 2003     | 7T-VKP y 7T-VKQ |
| Breguet 761 Deux-Ponts               | 1     | 1952        | 1953     | F-BASL |
| Cessna 208 Grand Caravan             | 3     | 1995        | 2006     | 7T-VIK, 7T-VIH y 7T-VIJ |
| Convair CV-640                       | 4     | 1968        | 1983     | 7T-VAH, 7T-VAO, 7T-VAR y 7T-VAY |
| De Havilland Canada DHC-6 Twin Otter | 1     | 2000        | 2003     | HB-LSV |
| Douglas DC-3/C-47                    | 13    | 1947        | 1966     | F-BCYH, 7T-VBB, F-BCYI, F-BCYK, F-BCYJ, F-BCYL, 7T-VBC, F-BCYO, 7T-VAV, F-BHKU, F-BCYN (rrg. 7T-VAN), F-OAVR, F-BCYM (rrg. 7T-VAM)                                                                            |
| Douglas DC-4/C-54                    | 10    | 1954        | 1972     | 7T-VAA, F-OAVS (rrg. 7T-VAS), F-OBAP (rrg. 7T-VAP), F-BGZK (rrg. 7T-VAZ), F-BELC (rrg. 7T-VAC), F-OBHF (rrg. 7T-VAF), F-OBMU (rrg. 7T-VAU), F-OAYT (rrg. 7T-VAT), F-OBIB (rrg. 7T-VAB) y F-BELD (rrg. 7T-VAD) |
| Douglas DC-8                         | 24    | 1974        | 1987     | TF-ECV, HB-IDB, C-FCPP, C-GMXQ, HS-TGX, LN-MOF, N21UA, N22UA, N23UA, N25UA, N26UA, N28UA, N29UA, N4865T, N804WA, N805WA, N806WA, N950JW, OY-KTF, OY-KTG, OY-SBM, TF-ISA, TF-ISB y TF-VLW                      |
| Fokker F27 Friendship                | 8     | 1979        | 1984     | 7T-VRU, 7T-VRL, 7T-VRM, 7T-VRQ, 7T-WAQ (rrg. 7T-VRV), 7T-VRJ, 7T-VRK y 7T-VRR |
| Handley Page Dart Herald             | 6     | 1980        | 1981     | G-BAVX, G-BDFE, G-BEYD, G-BEYE, G-BEYH y G-BEYJ |
| Lockheed L-100 Hercules              | 2     | 1980        | 1989     | N9232R y 7T-VHK |
| Lockheed L-749A Constellation        | 7     | 1957        | 1962     | F-BAZJ, F-BAZU, F-BAZY, F-BAZM, F-BAZE, F-BAZG y F-BBDV |
| Lockheed L-1011 Tristar              | 8     | 1986        | 2001     | CS-TMP, G-BBAI, N186AT, N195AT, N317EA, N334EA, N372EA y N703TT |
| Lockheed L-1329 JetStar              | 1     | 1991        | ??       | 7T-VHP |
| McDonnell Douglas DC-10              | 2     | 1977        | 1977     | G-AZZD y G-BBSZ |
| Nord 262                             | 5     | 1970        | 1979     | 7T-VSR, 7T-VSS, 7T-VSQ, 7T-VST y 7T-VSU |
| Nord Noratlas                        | 4     | 1957        | 1962     | F-OBDX, F-OBDY, F-OBDZ y F-OBDX |
| Sud Aviation Caravelle               | 8     | 1959        | 1976     | F-OBNG (rrg. 7T-VAG), F-OBNH, F-OBNI (rrg. 7T-VAI), HB-ICZ, F-BLCZ (rrg. 7T-VAE), F-OBNK (rrg. 7T-VAK), F-OBNL (rrg. 7T-VAL) y OO-SRF                                                                         |
| Sud-Ouest Bretagne                   | 9     | 1950        | 1957     | F-OAIY, F-OAIT, F-OAMA, F-OALG, F-OALH, F-BAYU, F-BAYV, F-OALI y F-OALJ |
| Vickers Viscount                     | 4     | 1981        | 1982     | G-AOHM, G-AOYJ, G-AOYP y G-AOYS |

## Incidentes y accidentes
- 6 de marzo de 2003 - El Vuelo 6289 de Air Algerie, operado por un Boeing 737-200, partió de la ciudad de Tamanrasset y tenía como destino Argel, con una escala en Ghardaia. El 6 de marzo de 2003 a las 3:45 de la tarde el avión se estrelló en el sudoeste de la ciudad argelina de Tamanrasset.

- 24 de julio de 2014 - El Vuelo 5017 de Air Algérie, operado por un McDonnell Douglas MD-83 de la compañía española Swiftair, partió del aeropuerto de Uagadugú, en Burkina Faso, hacia el aeropuerto Internacional Houari Boumedienne de Argel, capital de Argelia. El avión se estrelló cincuenta minutos después del despegue, cayendo al norte de Malí, cerca de la frontera con Argelia. A bordo de la aeronave viajaban 110 pasajeros y 6 tripulantes, no hubo sobrevivientes.